# Kirche Unserer Mutter der Erlösung

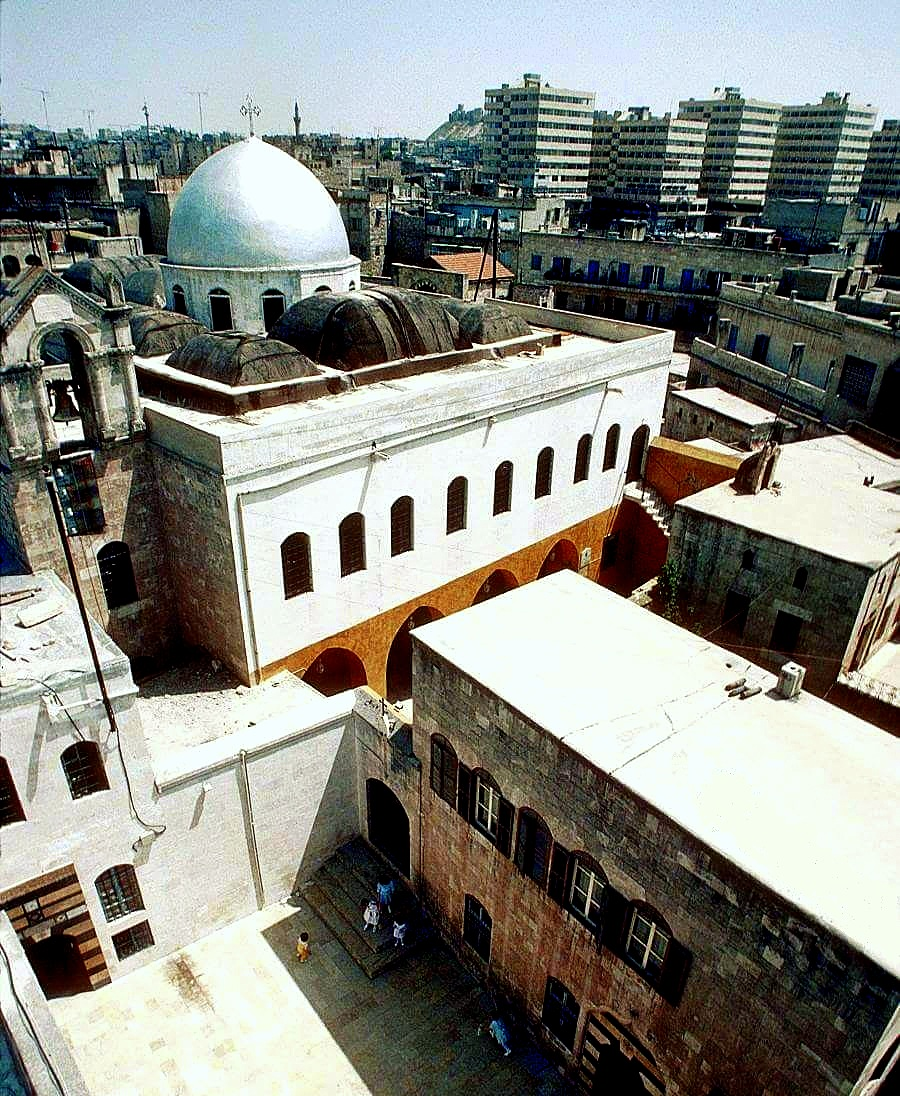
Armenisch-katholische Kathedrale Unserer Mutter der Erlösung in Aleppo, 1991

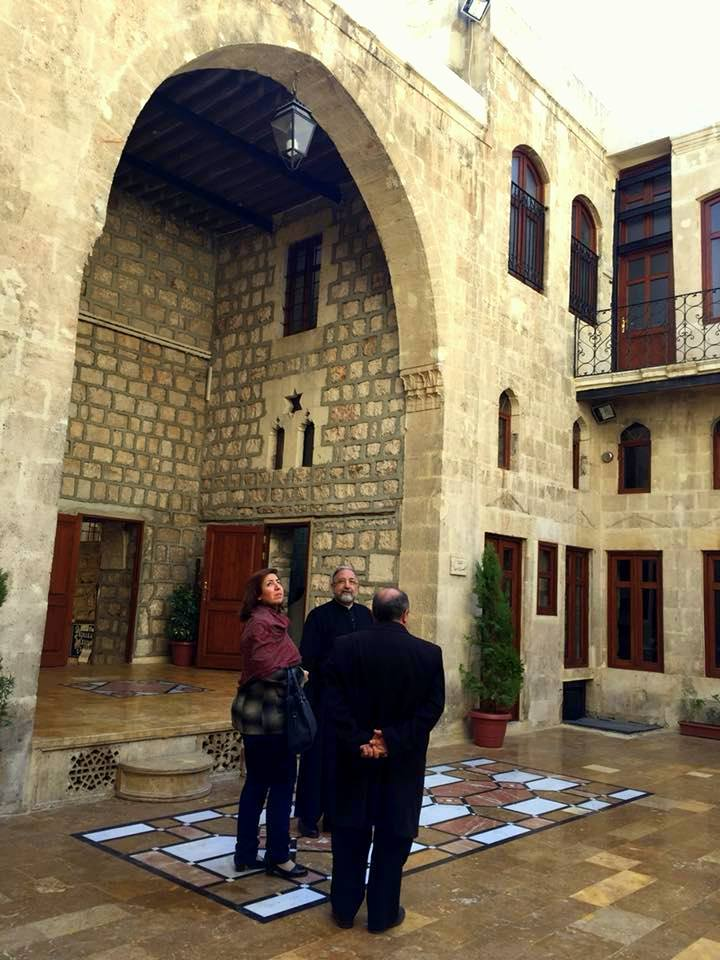
Primas Petros Miriatyan besucht Kirche und Schule am 30. November 2017

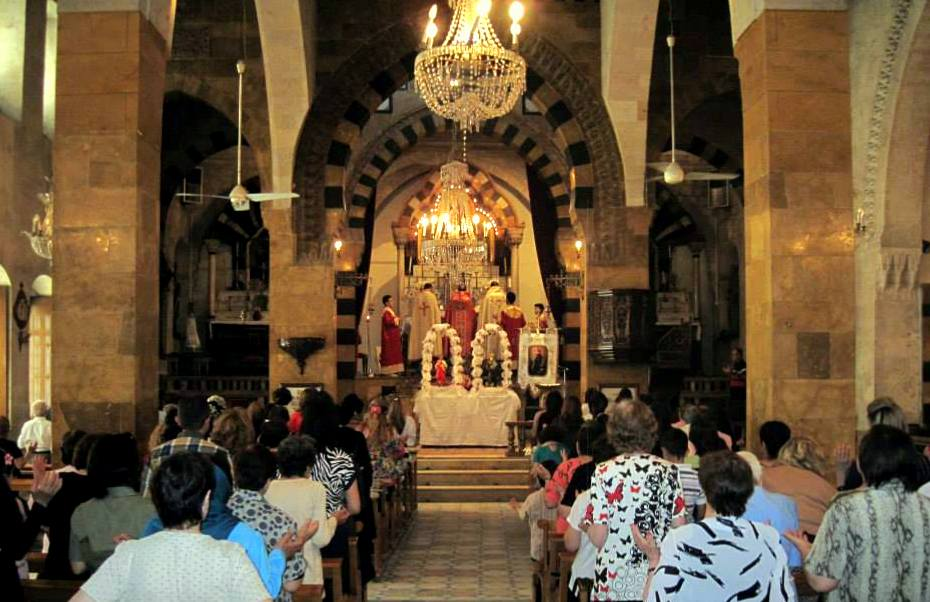
Gottesdienst im Juni 2014

Die Kathedrale Unserer Mutter der Erlösung (in Touristenführern und auf Wegweisern meist schlicht Armenische Katholische Kirche, arabisch كنيسة الأرمن الكاثوليك, DMG Kanīsat al-Arman al-Kāṯūlīk, armenisch Հայ Կաթոլիկ եկեղեցի) ist die Kathedrale der Erzeparchie Aleppo der armenisch-katholischen Kirche in al-Dschudaide, dem christlichen Viertel der syrischen Stadt Aleppo.

## Geschichte
Die armenisch-katholische Kirche von al-Dschudaide steht an der Straße al-Telal (شارع التلل, „Bergstraße“) am nordwestlichen Rand des Stadtviertels. Ihr Bau wurde 1823 begonnen und 1832 abgeschlossen. Dies geschah, nachdem der osmanische Sultan Mahmud II. im Zuge der Tanzimat-Erneuerungen ein Verbot der Neuerrichtung von Kirchen aufgehoben hatte. Bei den antichristlichen Ausschreitungen in Aleppo am 17. Oktober 1850, bei denen rund 20 Christen starben, wurde die Kirche beschädigt, später aber wieder aufgebaut. Zahlreiche katholische Armenier flohen insbesondere nach Beirut und Smirni. Durch spätere Zuwanderung nahm die armenisch-katholische Bevölkerung Aleppos dennoch zu, insbesondere durch die Fluchtbewegungen in Folge des Völkermordes an den Armeniern zur Zeit des Ersten Weltkriegs.
Am 9. Januar 2015, zwei Stunden vor einem geplanten Gottesdienst, wurde die armenisch-katholische Kirche Unserer Mutter der Erlösung im Bürgerkrieg in Syrien durch Bomben an der Kuppel schwer beschädigt, und es bestand Einsturzgefahr. Nach Rekonstruktion wurde sie Anfang Dezember 2019 wiedereröffnet.

## Ausstattung
Die armenisch-katholische Kirche Unserer Mutter der Erlösung, die mit einem einfachen Holzdach versehen ist, gilt im Vergleich zu den anderen Kirchen des Stadtviertels als eher modern und bescheidener ausgestattet. Die Kirche verfügt auch über eine Elementarschule.

## Weitere armenisch-katholische Kirchen
Außer der Kirche Unserer Mutter der Erlösung gibt es in Aleppo auch die 1993 geweihte armenisch-katholische Kirche zum Heiligen Kreuz im Stadtviertel Ourouba nahe Aziziyeh.